# Eldonnia kayaensis
Eldonnia kayaensis is een spinnensoort in de taxonomische indeling van de hangmatspinnen (Linyphiidae).
Het dier behoort tot het geslacht Eldonnia. De wetenschappelijke naam van de soort werd voor het eerst geldig gepubliceerd in 1965 door Kap Yong Paik.